# Sarah Harrison
Sarah Harrison (La Valeta; 2 de septiembre de 1990) es una cantante y actriz británico-maltesa.

## Biografía
Sarah organizó un show de televisión para niños en Malta antes de abandonarlo para formarse en la Escuela de Teatro Sylvia Young en Londres. Durante los cinco años en la Escuela, apareció en dos películas de Harry Potter, junto con otros niños que habían sido seleccionados en las sesiones de grabación en los famosos estudios de Abbey Road. Además, en ese mismo lugar estuvo grabando escenas que se presentaron en la versión cinematográfica de El león, la bruja y el armario, el clásico de CS Lewis, en su adaptación por Disney y Walden media. Además, Sarah participó en el Festival de Eurovisión Junior 2003, la edición inaugural, terminando 7ª con 56 puntos con su canción "Like A Star". Esta es la segunda mejor posición que Malta logrado hasta ahora en el concurso, puesto que lo ha ganado dos veces. 
En 2007, Harrison ingresó en el Teatro de Laine Arts para estudiar Artes Escénicas, pues ganó un premio DADA que le permitió acceder a esta formación y grabar su propio musical, un espectáculo de 30 minutos titulado "NO BALLS". A principios de la década de 2010, se interesó en producción musical después de una reunión con Quincy Jones, que trabajaba mano a mano con su mayor inspiración, Michael Jackson. Su primera irrupción ocurrió en 2012, cuando Snoop Dogg escuchó uno de sus temas en SoundCloud y la invitó a grabar con él durante su gira europea ese verano.
Tras publicar su primer DJ Mix en octubre de 2012, su pasión por la música trap era cada vez más aparente, llevándola a adoptar el nomnbre de LadyInTheTrap, que inspiró el título de su serie de remixes. Su interés en este subgénero del Hip hop llegó de su entusiasmo de producir distintos ritmos, a la vez que su obsesión con la máquina de percusión 808. Aunque está especializada en este ámbito, sus DJ sets encapsulan el HipHop o R&B como una sola cosa, incluyendo influencias de otros estilos musicales.
Tras esto, Skepta la incluyó para abrir la noche de revelación de su álbum "Blacklisted". Así se convirtió en la presentadora de su propio programa de radio, The Sarah Harrison Show, un programa semanal en The Beat London (antes conocida como Bang Radio), en la que entrevistó a artistas como Rich Homie Quan, Dave East, K Camp y más, antes de volver a cantar. Además, fue ella en su programa quien desveló en primicia las canciones "No flex zone" y "No type" de Rae Sremmurd.
En 2014, Harrison hizo viajes a los EE. UU. para ser DJ presentadora de la International Music Conference en Atlanta y el SXSW en Texas, recibiendo contratos de Cipha Sounds y Peter Rosenberg, de Hot 97; DJ Holiday, de Commission DJs; Greg Street, de V-103; Don Cannon y Trendsetter Sense de The Affiliates, y muchos más.
Junto a ser DJ residente con Nike Town, ha sido telonera de Talib Kweli, The Game y Ciara, ha estado en el elenco de Wireless, ha sido DJ en distintas fiestas para Kehlani y The Internet, y sido anfitriona de after-parties para Rae Sremmurd, August Alsina y Dreamville. Actualmente trabaja en Radar Radio.